# Kino Praha (Praha)

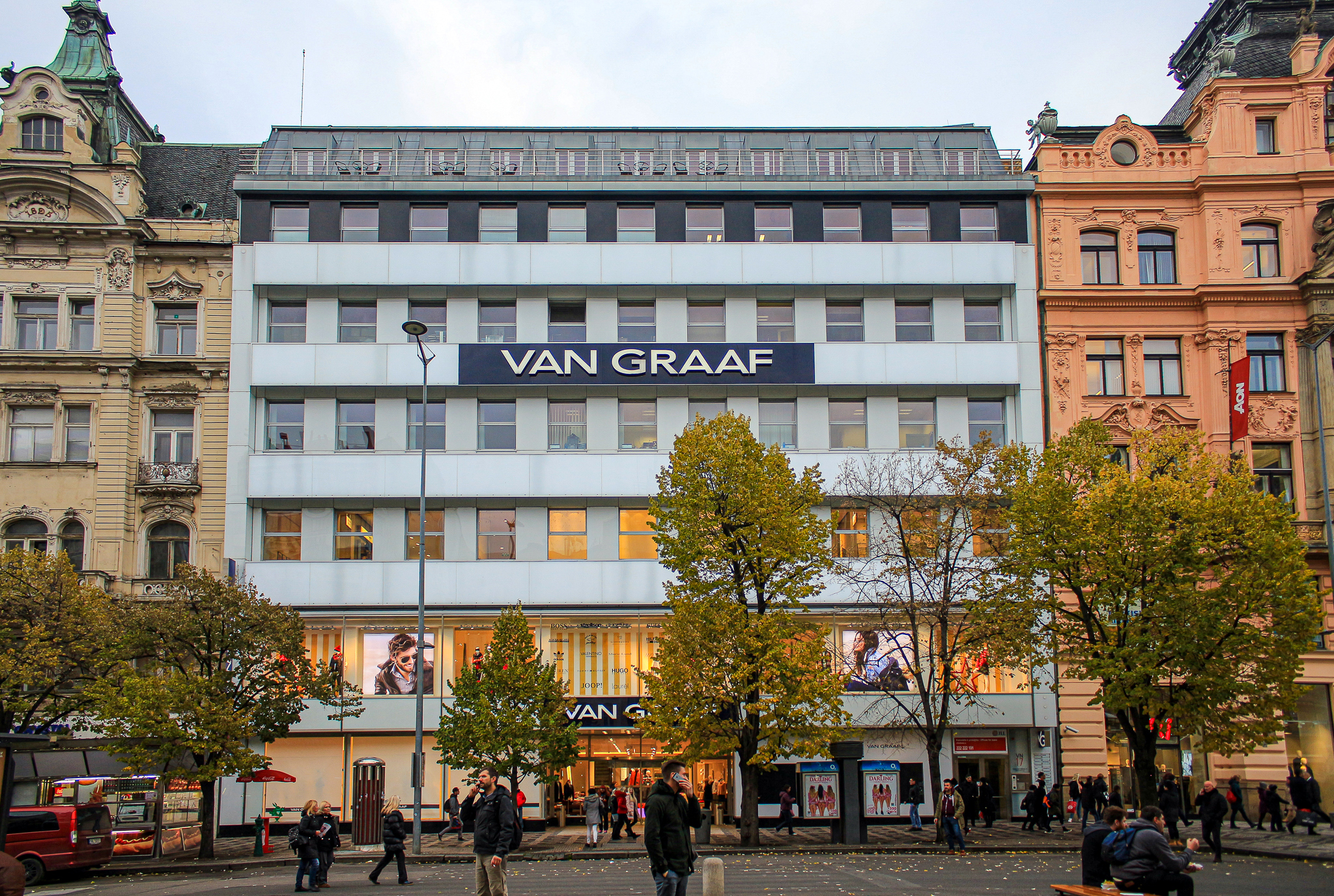
Bývalé sídlo kina Praha (po přestavbě Van Graaf, stav 2017)

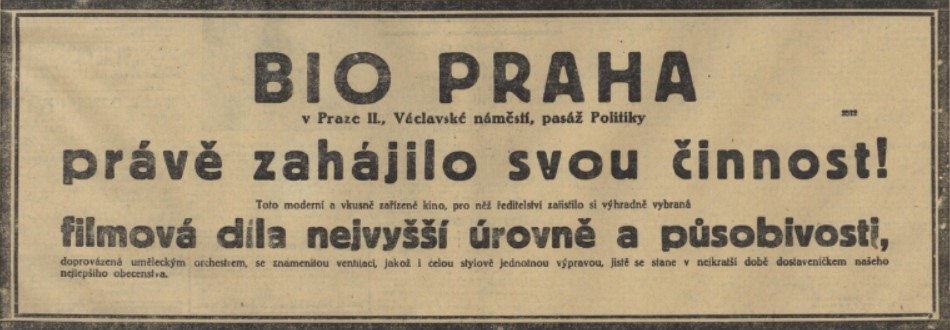
Kino Praha, inzerce 1928

Kino Praha bylo kino na pražském Václavském náměstí; bylo provozováno od roku 1928 do 90. let 20. století.

## Pražské kino Praha

### Vznik a počátky
Kino Praha bylo uvedeno do provozu v roce 1928 v podzemí paláce vydavatelství Politika (později Práce) na Václavském náměstí 834/17. Sál měl 600 sedadel, jeho prvním provozovatelem byl spolek „Záchrana“ podporující nemajetné dívky. Z počátku zde byly promítány němé filmy, dobový tisk popisoval účelné technické řešení a vybavení kuřárnou, bufetem, cukrárnou a šatnou. V roce 1932 byla naistalována zvuková aparatura. Provozovatele kina Václava Ovese a majitele licence nahradil od února pověřenec 1940 říšského protektora Ernst Tinschmann, který kino v roce 1942 nechal přejmenovat na Prag.

### Po roce 1945
Kino bylo v srpnu 1945 znárodněno a Václav Oves se nedočkal ani jeho navrácení, ani finanční náhrady. Naopak byl odsouzen k zaplacení 36 000 Kčs soudních výloh.
Poté, co se kino od roku 1960 zaměřilo na krátké filmy, bylo v roce 1984 přeměněno, podle ideového záměru Městského výboru KSČ a Národního výboru hl. m. Prahy, na Studijní kino Praha. Ke stranické a odborové „výchově“ byly využívány krátké filmy doplňované přednáškami. K této činnosti využívalo dva sály, jedno pro 118, druhý pro 30 diváků Na 70 % akcí mělo ideově–politický charakter.

### Zánik
Od 2. října 1989 bylo kino Praha přeměněno na kino krátkých filmů. V 90. letech 20. století zavedla v kině společnost Broadway film digitální zvuk a rozdělila prostor na dva sály, v důsledku změn doby se ale kino již nepodařilo zachránit.

## Plastické promítání
Zvláštní epizodou v historii kina Praha bylo uvedení plastického promítání (předchůdce dnešních 3D filmů), které zde bylo zahájeno v roce 1955. Na plátno byly promítány současně dva obrázky s různou polarizací. Divák si pro zhlédnutí filmu zapůjčil brýle s polarizačními fóliemi, takže každým okem spatřil obraz pořízený jinou kamerou. Plastické promítání mělo na programu dokumentární úryvky z Rošického memoriálu 1955 a z I. celostátní spartakiády (1955).